# خلود (ممثلة)
خلود (10 أغسطس 1962 -)، ممثلة مصرية معتزلة. بدأت مسيرتها الفنية من خلال الإعلانات ثم اتجهت إلى التمثيل وعملت بين السينما والتليفزيون، لكنها لم تقدم سوى أعمال قليلة منها: (الشاهد الأخرس، شادر السمك، يا صديقي كم تساوي). ابتعدت عن العمل الفني لسنوات لكنها عادت لتشارك في بطولة فيلم (خالي من الكوليسترول) ثم ابتعدت مجددًا.

## أعمالها الفنية

### أفلام
- 2005: خالي من الكوليسترول
- 2000: قصة وردة
- 1998:اليافطة
- 1997: نوبة حراسة
- 1995: أسوار الحب
- 1987: يا صديقي كم تساوي
- 1987: أبناء وقتلة
- 1986: شادر السمك
- 1985: الشاهد الأخرس
- فضيحة في حارتنا

### مسلسلات
- 2000: الجحيم رجل
- 1999: وبعد الظلام تشرق الشمس
- 1998: أحلام وردية
- 1994:وجوه للحب
- 1993: دموع الشموع
- 1988: تزوج وابتسم للحياة
- 1987: صائمون والله أعلم
- 1986:عطش السنين
- بنات الثانوية
- الاختيار
- الطير المسافر

### سهرات تليفزيونية
- رجل في ثقب ابرة
- مع ايقاف التنفيذ
- السكرتيرة الجديدة
- نفوس معقدة